# فردریک کانترل
فردریک کانترل (فرانسوی: Frédérique Cantrel‎؛ زادهٔ ۰ نوامبر ۱۹۴۶) هنرپیشه اهل فرانسه است.
از فیلم‌ها یا برنامه‌های تلویزیونی که وی در آنها نقش داشته‌است می‌توان به همان ترانه قدیمی اشاره کرد.